# 21445 Pegconnolly
21445 Pegconnolly è un asteroide della fascia principale. Scoperto nel 1998, presenta un'orbita caratterizzata da un semiasse maggiore pari a 2,2817884 UA e da un'eccentricità di 0,1942116, inclinata di 5,52452° rispetto all'eclittica.